# Magny-Lormes
Magny-Lormes est une commune française située dans le département de la Nièvre, en région Bourgogne-Franche-Comté.

## Géographie

### Localisation
La commune, du type rurale, est située aux portes du Morvan et du parc naturel régional. Elle fait partie des 58 communes de la communauté de communes Tannay-Brinon-Corbigny.
Sont compris dans ses limites administratives, les hameaux de Bailly, Chagnoux, Géminy, l’Haut, l'Huis, Magny-les-Chaumes, Vellerot.

### Communes limitrophes
| Anthien  | Anthien      | Pouques-Lormes |
| Anthien  | Magny-Lormes | Pouques-Lormes |
| Corbigny | Lormes       | Lormes         |

### Lieux-dits, écarts et quartiers
La commune compte 156 voies dont  156 lieux-dits administratifs répertoriés.
Les plus importants sont : le Bourg, Bailly, Vellerot, l’Haut, Montigny, Chagnou.

### Géologie et relief
La commune est classée en zone de sismicité 1, correspondant à une sismicité très faible.

### Hydrographie
- L'Auxois[3].
- Le Ruisseau de la Fontaine de Bailly, long de 3,2 km, prend sa source à gauche de la D 958, à la hauteur de l’intersection avec la rue  du Four menant au centre du bourg, et rejoint l’Auxoix au sud de Vellerot[4].
- Le ruisseau des Recouees, long de 3 km, prend sa source au nord du chemin de la Porée, sur la commune de Pouques-Lormes, près du lieu-dit Montigny.
- La Guitte prend sa source au nord du hameau « la Guitté » sur la commune de Pouques-Lormes. À Magny-Lormes, elle traverse la route reliant le centre du bourg à l’Haut.
- Le ruisseau de Fonsegrois[5].

Ces quatre ruisseaux, d’axe nord-sud, sont des affluents de l’Auxois, rivière de 22,7 km se jetant dans l'Yonne près du lieu-dit le Domaine de Mont.

### Climat
Pour des articles plus généraux, voir Climat de la Bourgogne-Franche-Comté et Climat de la Nièvre.
En 2010, le climat de la commune est de type climat océanique dégradé des plaines du Centre et du Nord, selon une étude du Centre national de la recherche scientifique s'appuyant sur une série de données couvrant la période 1971-2000. En 2020, Météo-France publie une typologie des climats de la France métropolitaine dans laquelle la commune est exposée à un climat océanique altéré et est dans une zone de transition entre les régions climatiques « Lorraine, plateau de Langres, Morvan » et « Centre et contreforts nord du Massif Central ». 
Pour la période 1971-2000, la température annuelle moyenne est de 11 °C, avec une amplitude thermique annuelle de 16,2 °C. Le cumul annuel moyen de précipitations est de 894 mm, avec 12,4 jours de précipitations en janvier et 8,3 jours en juillet. Pour la période 1991-2020, la température moyenne annuelle observée sur la station météorologique de Météo-France la plus proche, « Lormes_sapc », sur la commune de Lormes à 5 km à vol d'oiseau, est de 11,2 °C et le cumul annuel moyen de précipitations est de 1 071,3 mm. 
La température maximale relevée sur cette station est de 40,7 °C, atteinte le 25 juillet 2019 ; la température minimale est de −18,1 °C, atteinte le 12 janvier 1987,,. 
Les paramètres climatiques de la commune ont été estimés pour le milieu du siècle (2041-2070) selon différents scénarios d'émission de gaz à effet de serre à partir des nouvelles projections climatiques de référence DRIAS-2020. Ils sont consultables sur un site dédié publié par Météo-France en novembre 2022.

### Voies de communication et transports
La voie d’accès la plus proche est la route départementale 958 (ex-RN 458) reliant Vézelay (22 km) à Corbigny (8,4 km). On peut également accéder au bourg par Lormes par la D 6, D 147 puis par l’Haut.
Il n’existe qu’une seule ligne régulière de cars traversant la commune, qui relie Corbigny à Sermizelles via Vézelay, avec un arrêt possible sur la commune.
Corbigny, la gare SNCF la plus proche (9,4 km), est desservie par une liaison directe bi-quotidienne avec Paris-Bercy via Auxerre.

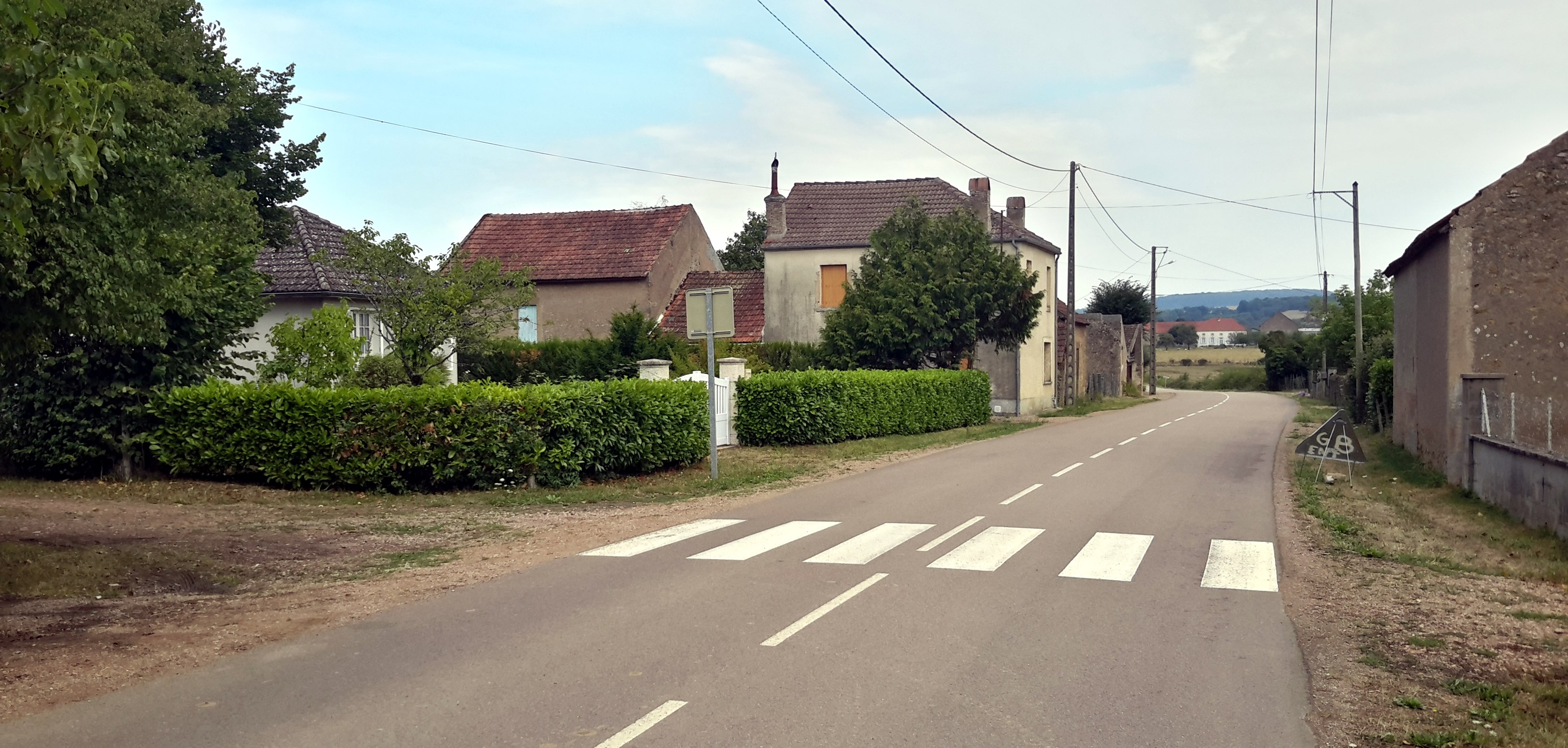
Route départementale 958 (ex-RN 458).

## Urbanisme

### Typologie
Au 1er janvier 2024, Magny-Lormes est catégorisée commune rurale à habitat très dispersé, selon la nouvelle grille communale de densité à sept niveaux définie par l'Insee en 2022.
Elle est située hors unité urbaine et hors attraction des villes,.

### Occupation des sols
L'occupation des sols de la commune, telle qu'elle ressort de la base de données européenne d’occupation biophysique des sols Corine Land Cover (CLC), est marquée par l'importance des territoires agricoles (89,8 % en 2018), une proportion sensiblement équivalente à celle de 1990 (89,7 %). La répartition détaillée en 2018 est la suivante : 
prairies (79,5 %), terres arables (10,2 %), forêts (10,2 %). L'évolution de l’occupation des sols de la commune et de ses infrastructures peut être observée sur les différentes représentations cartographiques du territoire : la carte de Cassini (XVIIIe siècle), la carte d'état-major (1820-1866) et les cartes ou photos aériennes de l'IGN pour la période actuelle (1950 à aujourd'hui).

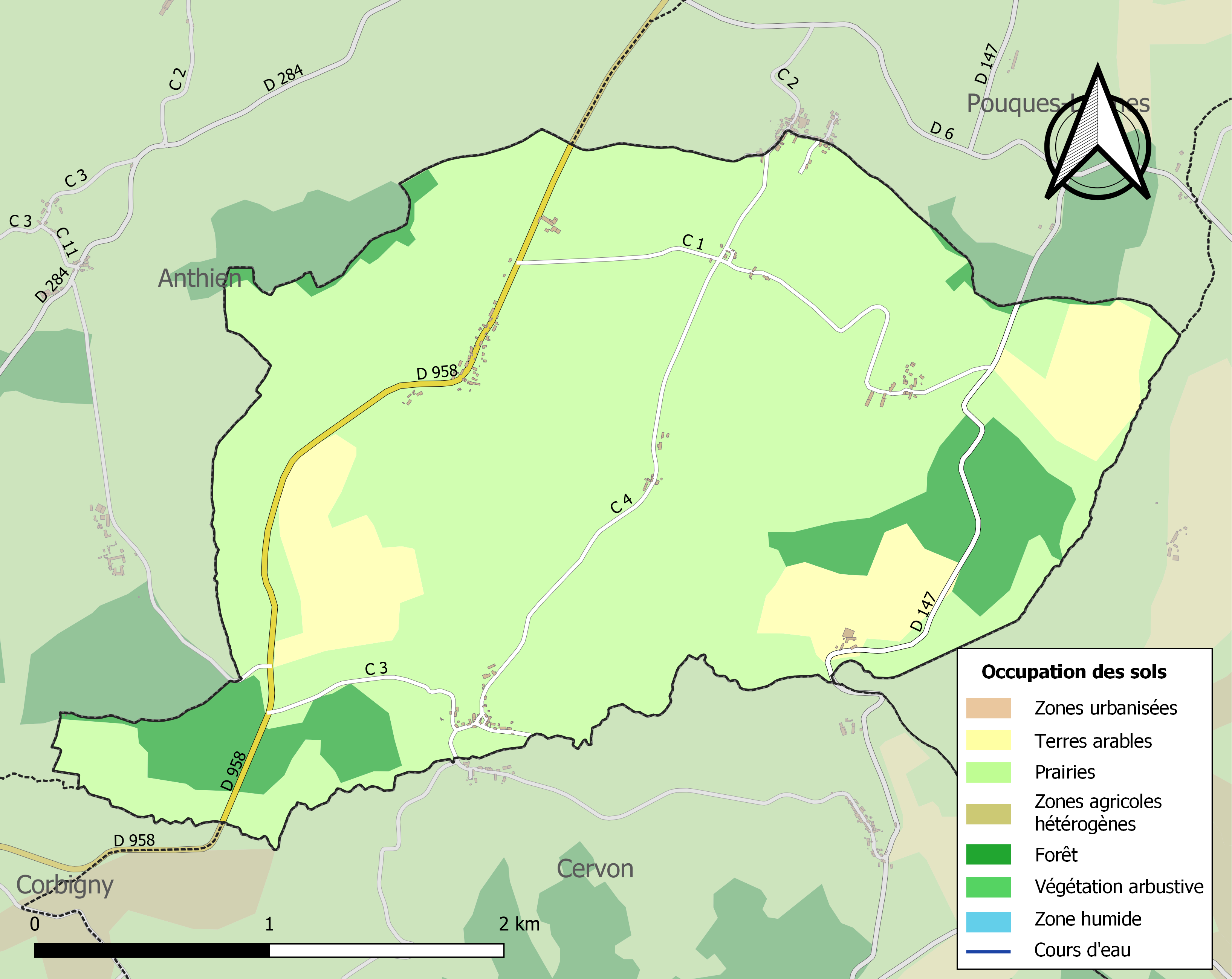
Carte des infrastructures et de l'occupation des sols de la commune en 2018 (CLC).

### Logement
En 2013, le nombre total de logements dans la commune était de 73.
Parmi ces logements, 52,8 % étaient des résidences principales, 35,8 % des résidences secondaires et 11,5 % des logements vacants.
La part des ménages propriétaires de leur résidence principale s’élevait à 73,2 %.

## Toponymie
Au XIVe siècle, la commune s’appelait Maigniacus ou Magniacum.Elle prit le nom de Magny en 1753, puis de Magny-sous-Lormes en 1785.

## Histoire
Sergent Edmé, ordonné prête en 1782, fut désigné en 1785 pour la cure de Magny-sous-Lormes. Refusant le serment à la constitution civile du clergé, il dut se cacher pendant plus de 8 ans. Après ces années sombres, il reprit son ministère dans la paroisse, où il vécut avec sa sœur. Décédé le 7 septembre 1825 à l'âge de 72 ans, sa tombe serait enclavée dans la sacristie de l‘église, par suite de l’agrandissement du chevet.
Pendant la Terreur et jusqu'en 1794, à Magny, comme aux alentours, un certain nombre de curés, menèrent une vie de vagabond pourchassé.

## Politique et administration
| Période                                  | Période   | Identité       | Étiquette | Qualité  |
| ---------------------------------------- | --------- | -------------- | --------- | -------- |
| mars 2008                                | [Quand ?] | Bruno Cailloux |           | Retraité |
| Les données manquantes sont à compléter. |           |                |           |          |

## Population et société

### Démographie
L'évolution du nombre d'habitants est connue à travers les recensements de la population effectués dans la commune depuis 1793. Pour les communes de moins de 10 000 habitants, une enquête de recensement portant sur toute la population est réalisée tous les cinq ans, les populations de référence des années intermédiaires étant quant à elles estimées par interpolation ou extrapolation. Pour la commune, le premier recensement exhaustif entrant dans le cadre du nouveau dispositif a été réalisé en 2005.

En 2022, la commune comptait 68 habitants, en évolution de −8,11 % par rapport à 2016 (Nièvre : −3,28 %, France hors Mayotte : +2,11 %).
| 1793 | 1800 | 1806 | 1821 | 1831 | 1836 | 1841 | 1846 | 1851 |
| ---- | ---- | ---- | ---- | ---- | ---- | ---- | ---- | ---- |
| 290  | 266  | 317  | 292  | 326  | 329  | 331  | 339  | 339  |

| 1856 | 1861 | 1866 | 1872 | 1876 | 1881 | 1886 | 1891 | 1896 |
| ---- | ---- | ---- | ---- | ---- | ---- | ---- | ---- | ---- |
| 333  | 340  | 346  | 324  | 301  | 274  | 308  | 284  | 279  |

| 1901 | 1906 | 1911 | 1921 | 1926 | 1931 | 1936 | 1946 | 1954 |
| ---- | ---- | ---- | ---- | ---- | ---- | ---- | ---- | ---- |
| 291  | 273  | 267  | 200  | 177  | 173  | 154  | 144  | 121  |

| 1962 | 1968 | 1975 | 1982 | 1990 | 1999 | 2005 | 2006 | 2010 |
| ---- | ---- | ---- | ---- | ---- | ---- | ---- | ---- | ---- |
| 100  | 92   | 54   | 62   | 86   | 102  | 98   | 102  | 73   |

| 2015 | 2020 | 2022 | - | - | - | - | - | - |
| ---- | ---- | ---- | - | - | - | - | - | - |
| 73   | 70   | 68   | - | - | - | - | - | - |

### Enseignement
Il n'y a pas d'établissement scolaire à Magny-Lormes. La commune dépend de l'académie de Dijon et les écoles primaires (rattachées à Corbigny) dépendent de l'inspection académique de la Nièvre. Pour le calendrier des vacances scolaires, Magny-Lormes est en zone B.[réf. nécessaire]

## Économie

### Revenus de la population et fiscalité
Pas de statistiques sur les Ménages fiscaux.

### Emploi
En 2014, le nombre total d’emploi dans la zone était de 13, occupant 24 actifs résidants (salariés et non-salariés) .
Le taux d’activité de la population âgée de 15 à 64 ans s'élevait à  70,7% contre un taux de chômage de 17,2%.

### Entreprises et commerces
En 2015, le nombre d’établissements actifs était de sept dont trois dans l’agriculture-sylviculture-pêche, un dans la construction, deux dans le commerce-transports-services divers et un étaient relatifs au secteur administratif.
Cette même année, aucune entreprise n’a été créée.

## Culture locale et patrimoine

### Monuments et lieux touristiques
Religieux

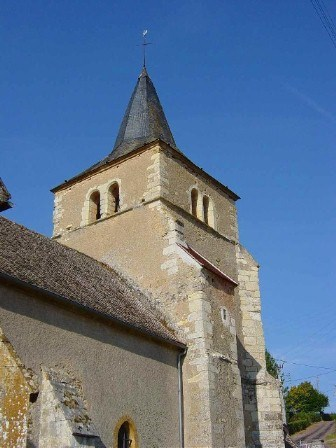
Clocher de l'église de la Sainte-Trinité.

- Église de la Sainte-Trinité. Construite à la fin du XVe siècle sur un ancien lieu de culte, elle fut rénovée au XIXe siècle. Elle fut en grande partie reconstruite grâce à l’initiative et surtout à la libéralité du maire de l’époque, monsieur le marquis de Certaines. L’église fut consacrée le 28 octobre 1871. Par ailleurs, un autel de la Vierge fut érigée au frais de l’abbé de la paroisse JB Bonnet[27].

Outre son clocher-porche massif, son auvent caractéristique et sa construction en forme de croix, l'édifice a la particularité de s’élever sur quatre niveaux. L’église renferme un magnifique dais fort bien conservé du XVIIe siècle et une chaire en bois du XVIIIe siècle provenant tous deux de la chartreuse Sainte-Marie du Val Saint Georges. On y recense également des pentes sur lesquelles sont brodées en soie de vives couleurs : Notre-Seigneur et des anges ailés, vus à mi-corps, de figures et d'attitudes fort variées, portant les instruments de la Passion. Pour visiter, demander les clefs à la mairie le mercredi de 14 h à 17 h et le vendredi de 9 h à 12 h.
Civils
- Petit château de Bailly, avec une tour de la fin du XVe siècle.

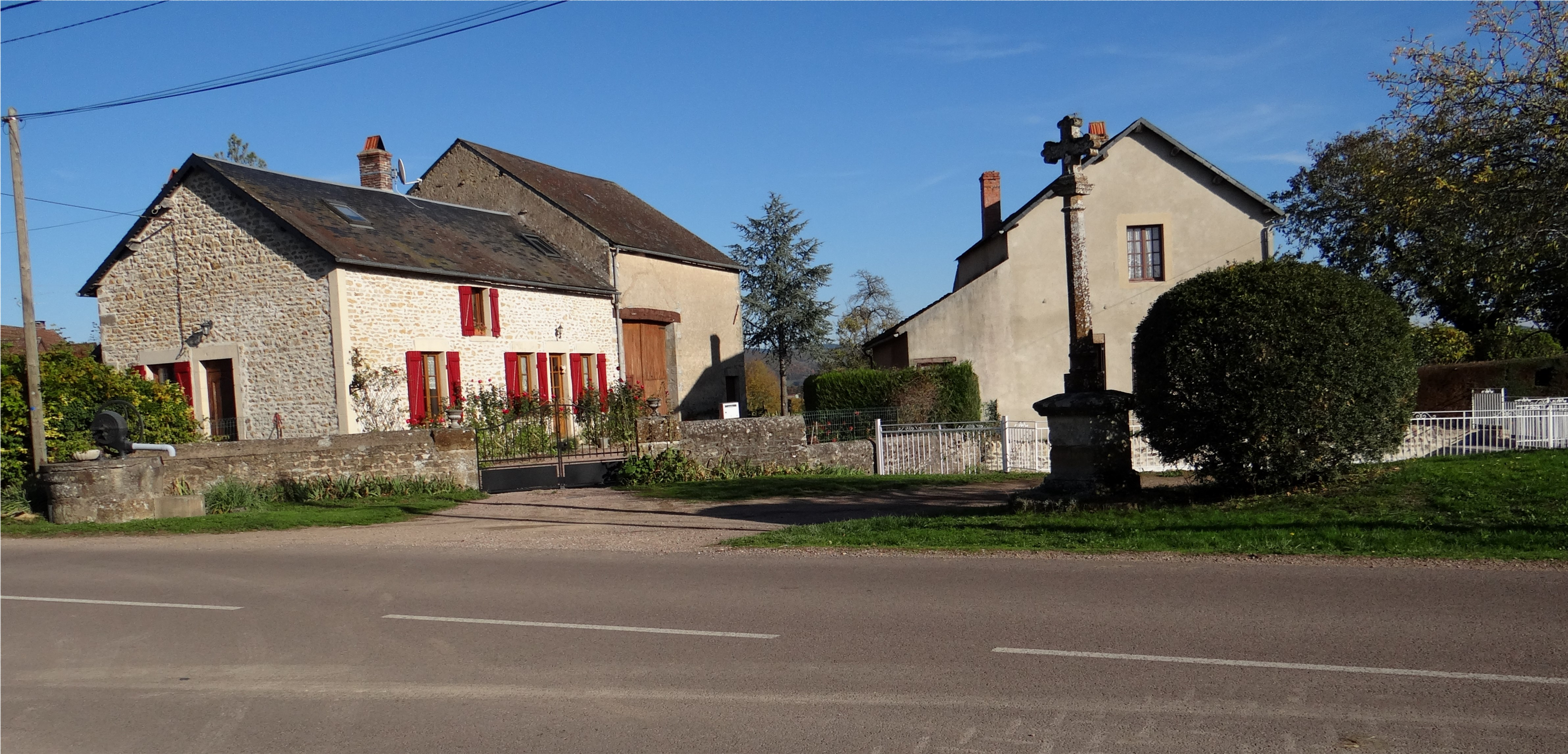
Croix et lavoir à Bailly.

- Croix et Lavoir - D 958 à Bailly.